# Избеглице Грчког грађанског рата
Избеглице Грчког грађанског рата су припадници и присталице поражених комунистичких снага који су побегли из Грчке као политичке избеглице за време и након Грчког грађанског рата 1946—1949. године. 
Колапс Демократске армије Грчке и накнадна евакуација Комунистичке партије Грчке у Ташкент 1949. довели су до напуштања земље на хиљаде људи. Процењује се да је до 1949. преко 100.000 људи отишло из Грчке у Југославију и источни блок, посебно у СССР и Чехословачку. То укључује десетине хиљада деце избеглица које је Партија насилно евакуисала. Рат је изазвао широка разарања широм Грчке, а посебно у регионима Македоније и Епира, због чега су многи људи наставили да напуштају земљу чак и након што је завршио.

## Рат
Након што су инвазионе силе Осовине поражене, одмах су избиле борбе између Демократске армије Грчке и грчке владе која се вратила из егзила. Многи људи су одлучили да врате своју оданост ономе што су сматрали законитом владом Грчке. Убрзо је избио Грчки грађански рат између две супротстављене стране. Многи сељаци, левичари, социјалисти, понтијски Грци, кавкаски Грци, етничке мањине из северне Грчке попут словенских Македонаца и идеолошки комунисти придружили су се борби на страни Партије и Армије. Подршка Социјалистичке Федеративне Републике Југославије и Социјалистичке Народне Републике Албаније помогла је Демократској војсци Грчке да настави своју борбу. Војска је у великој мери регрутовала заједницу у Македонији. Процењује се да су до 1949. од 40 до 60 процената припадника војске чинили словенски Македонци или од 11.000–14.000 борбених снага Партије. С обзиром на њихову важну улогу у бици, Партија је променила своју политику према њима. На петом пленуму Партије, 31. јануара 1949. године донета је резолуција којом се проглашава да ће после победе словенски Македонци наћи своју „националну обнову“ у оквиру уједињене грчке државе. Иако су дали кључни допринос ратним напорима Комунистичке партије Грчке, њихов допринос није био довољан да преокрене ток.
До пролећа 1947. комунистичке снаге су контролисале већи део грчких руралних подручја, али тек треба да постигну значајну подршку у градовима. У исто време, многи грчки затвори били су пуни партизана Војске, чланова Фронта и других прокомунистичких грађана. Хиљаде људи погубљено је због тврдњи да су починили зверства над грчком државом. Након пораза Демократске армије на Пелопонезу, нови талас терора проширио се на подручја под контролом владе Атине. Привремена влада, са седиштем на планини Вице, убрзо је одлучила да сву децу узраста од 2 до 14 година евакуише из свих области које је контролисала Привремена влада, од којих су већина била из македонских породица. До 1948. области које је контролисала Привремена влада сведене су на руралну грчку Македонију и Епир. Убрзо су многи рањени партизани и старији људи заједно са децом избеглицама евакуисани у Народну Републику Албанију. Након 1948. године југословенска влада је одлучила да затвори југословенско-грчку границу, што је заузврат навело многе протитовске снаге у Народноослободилачком фронту да побегну у Југославију. Упркос томе, словенски Македонци су наставили да се боре у редовима Демократске армије. Према неким проценама, до 1948. Словенски Македонци су чинили преко 30% борбених снага Демократске армије али је Комунистичка партија оспорила ове процене. Након тога, Национална армија је почела да консолидује своју контролу у областима које је претһодно контролисала Привремена влада. Многа села су уништена у борбама, а расељени сељани су често бежали из земље преко Албаније у Југославију. Један случај је село Пименикон (Бабчор) у региону Касторије које су наводно елиминисали грчки бомбардери 1948. године, раселивши стотине људи. У то време Демократска армија је ефективно контролисала делове северне Грчке, заједно са областима Македоније где су Македонци представљали јасну већину, заједно са великим делом Епира. Почетком 1949. повећана америчка помоћ Народној армији, раскол Тито-Стаљин, проблеми са регрутовањем за Демократску армију, као и велики порази на острвима и на Пелопонезу, помогли су да се дестабилизује положај Армије.
Многи људи су побегли због колапса Демократске армије а такође се тврди да су многи Словени Македонци побегли да би избегли могући прогон од стране Националне армије која је напредовала. Егзодус Македонаца из Грчке био је искуство етничких Македонаца који су напустили Грчку као резултат грађанског рата, посебно у Северној Македонији и етничкој македонској дијаспори. Партија тврди да је укупан број политичких избеглица био 55.881 а процењује се да је 28.000–32.000 деце евакуисано током Грчког грађанског рата. У документу СФРЈ из 1951. године стоји да је укупан број словенских Македонаца који су напустили Грчку током грађанског рата био 28.595 док неки етнички македонски извори наводе да је број избеглица износио преко 213.000. Међутим, обелодањени документи ЦИА указују да је грчка влада била вољна да пребаци 50.000 етничких Македонаца у Југославију из Грчке 1953. године. Током рата хиљаде комуниста је убијено, затворено или им је имовина конфискована. Штаб Демократске армије у Грчкој известио је да је од средине 1945. до 20. маја 1947. само у Западној Македонији мучено 13.259, затворено 3.215, а погубљено 268 без суђења. У истом периоду спаљено је 1.891, а опљачкано 1.553, а силом је пресељено 13.553 људи. Од многих Македонаца који су били затворени, многи би често формирали своје групе у затворима. Тврди се да су се грчки логори налазили на острвима Икарија и Макронисос, затвор Авероф код Атине и затвори у Солуну и Лариси.

## Деца избеглице
Дана 4. марта 1948. комунистички медиј „Радио Слободна Грчка” објавио је да ће сва деца млађа од 15 година бити евакуисана из области под контролом Привремене владе. Старије жене су добиле инструкције да децу преведу преко границе у Југославију и Албанију, док су млађе жене отишле са партизанима у брда. Удовице погинулих партизана убрзо су постале сурогат мајке за децу и помагале им на њиховом путу у Источни блок. Многима су евакуисана и деца. До 1948. десетине деце су већ умрле од неухрањености, болести и од разних повреда. Процењује се да је 8.000 деце одведено из области Касторије у наредним недељама. Деца су распоређена у групе и кренула ка албанској граници. Партизански старатељи (често младе жене и мушкарци) морали су да помажу и подржавају децу док су бежала од грађанског рата.
Хиљаде грчко-македонске, понтијске грчке, кавкаске грчке, словенске македонске и цинцарске деце евакуисано је из подручја под комунистичком контролом. Извештај Специјалног комитета Уједињених нација за Балкан потврђује да су села са етничким (словенским) македонским становништвом била далеко спремнија да дозволе евакуацију своје деце. Они су сада познати као Децата Бегалци („деца избеглица“) у Северној Македонији и етничкој македонској дијаспори. Процењује се да је 1948. и 1949. године евакуисано од 28.000 до 32.000 деце. Изузеци су направљени за децу млађу од две или три године која су остала са мајкама, док би остатак требало да буде евакуисан. До 1950. године многа од ове деце су била распрострањена по целом Источном блоку. У Румунији је било 5.132 деце, у Чехословачкој 4.148, у Пољској 3.590, у Мађарској 2.859, а 672 је евакуисано у Бугарску.
Званични грчки став је био да су ову децу комунисти насилно одузели родитељима да би била васпитана у социјалистичком систему. Отмицу деце грчки историчари и политичари називају Паидомазома (Παιδομαζωμα), алудирајући на османски данак у крви. Термин „политичка избеглица“ је био нејасан и у неким случајевима обмањујући у случају Грчког грађанског рата, и укључује различите категорије људи. Тешко је утврдити број људи који су напустили Грчку због „оправданог страха од прогона на основу расе, вере, националности, друштвене класе или политичких уверења“, јер Женевска конвенција из 1951. предвиђа одређивање избеглице. Многи људи су отишли добровољно, а други су били приморани да следе герилце у источној Европи.

## Евакуације
Почетком 1949. ситуација за комунисте је постала тешка. Грчко-југословенска граница је затворена и групе избеглица беже преко албанске границе. Одавде би се распршили у остатак источног блока. Многи партизани нису преживели пут који је уследио, а многи су погинули. Потакнула их је нада да ће се борити за Грчку комунистичку партију и Демократску армију Грчке из других делова света. Многи други су били избеглице чији су домови и предузећа уништени током грађанског рата. Друге су владине снаге ипак протерале због сарадње са бугарском Охраном током рата. Хиљаде људи побегло је преко границе пре него што је грчка влада успела да поново успостави контролу на територији коју су држали комунисти. Хиљаде избеглица почеле су да беже преко источног блока. Многи су завршили у Совјетском Савезу, Чехословачкој и широм источног блока. На хиљаде је отишло у Аустралију, Сједињене Државе и Канаду. Овај процес је трајно одвојио многе породице са браћом и сестрама често одвојеним једни од других. Било је уобичајено да мајке изгубе контакт са својом децом и да их више никада не виде. Највидљивији ефекат грађанског рата било је масовно исељавање.
Године 1947. издат је правни акт Л-2. То је значило да ће свим људима који су се борили против грчке владе током Грчког грађанског рата и напустили Грчку бити одузето држављанство и забрањен им је повратак у земљу. Дана 20. јануара 1948. године издат је правни акт М који је дозволио грчкој влади да конфискује имовину оних којима је одузето држављанство. Ово је практично протерало поражену Комунистичку партију и њене присталице који су напустили Грчку.
Егзодус Mакедонаца из Грчке, односно словенских Македонаца, односи се на хиљаде словенских Македонаца који су евакуисани, побегли или протерани током Грчког грађанског рата у годинама од 1945. до 1949. године, од којих су многи побегли да би избегли прогон. Иако су ове избеглице класификоване као политичке избеглице, постојале су тврдње да су биле и мете због свог етничког и културног идентитета. Многи словенски Македонци стали су на страну Партије која је 1934. изразила намеру да се „бори за национално самоопредељење потиснутих словенских Македонаца и након што је она донела резолуцију на свом Петом пленуму 31. јануара 1949. године у којој ће „после победе Партије, сви Словени-Македонци наћи своју националну обнову у оквиру уједињене грчке државе“. Етнички Македонци су се борили заједно са Демократском армијом под својим војним крилом и Националним ослободилачким фронтом. Од свог оснивања до спајања са Демократском армијом, Национални фронт се борио уз Комунистичку партију Грчке. До 1946. хиљаде Словена-Македонаца укључило се у борбу против Фронта а поред њих су се у редовима истицали и Цинцари из региона Касторије. Под Националним фронтом, словенско-македонској култури је дозвољено да живи у Грчкој. Преко 10.000 деце је ишло у 87 школа, штампане су новине на македонском језику и отворена позоришта. Како су се владине снаге приближиле ови објекти су или затворени или уништени. Многи људи су се плашили угњетавања и губитка својих права под влашћу грчке владе, што је заузврат довело до тога да многи људи побегну из Грчке. До 1948. године, Демократска армија и Привремена влада су ефективно контролисале само области северне Грчке у које су била укључена и словенско-македонска села.
Након што је Привремена влада 1948. објавила да ће сва деца напустити подручја Грчке под контролом Демократске армије, многи Словени-Македонци су напустили ратну зону. Неки извори процењују да је десетине хиљада Словена-Македонаца напустило Грчку у наредном периоду. Егзодус Словена-Македонаца из Грчке Македоније настављен је и након Грчког грађанског рата. Већина избеглица је евакуисана у Источни блок, након чега су се многи вратили у Социјалистичку Републику Македонију.

## Избеглице у иностранству
Након пораза комуниста, већина комуниста побегла је у Албанију пре него што су кренули ка остатку Источног блока. Већина преосталих партизана у Демократској војсци Грчке евакуисана је у Ташкент у Совјетском Савезу, док су остали послати у Пољску, Мађарску и Румунију. У селу Маглић у Војводини, у Југославији, основана је комуна бивших комунистичких партизана. У Ташкенту је поново успостављен штаб грчке комунистичке партије. Извршене су посебне припреме за поражену војску и припремљен смештај и залихе. Многа деца избеглице смештена су у евакуационе кампове широм Европе. Често су завршавали у местима из Пољске, Бугарске и Совјетског Савеза. Највећа група је требало да остане у Југославији. Овде су за децу постављени специјални кампови за евакуацију и пољске болнице Црвеног крста. Већина је смештена у Социјалистичку Републику Македонију. За децу у Социјалистичкој Републици Македонији припремљено је преко 2.000 домова а многи су смештени у хранитељске породице, а не у сиротишта и кампове за евакуацију. Широм Источног блока избеглице су се често образовале на три, а често и четири језика; грчки, ново кодификовани македонски језик, језик земаља домаћина и руски.
Половина свих избеглица из Грчког грађанског рата послата је у Југославију. Многе од раних избеглица су директно ушле у Југославију, док су касније избеглице морале да прођу кроз Албанију након затварања границе. Већина избеглица је настањена у Социјалистичкој Републици Македонији, док су многи настањени у Социјалистичкој Аутономној Покрајини Војводини, где Словени Македонци и данас чине мањину. Југословенска подружница Црвеног крста успела је да насели 11.000 деце широм Југославије. Широм Југославије просторију је правио у посебно уређеним домовима Црвени крст за избеглице. У десет дечјих домова боравило је око 2.000 деце. Преосталих 9.000 смештени су код породица у Социјалистичкој Републици Македонији. Највећа група избеглица од 25.000 Словена-Македонаца преселила се у Југославију.
Већина избеглица после Другог светског рата упућених у Југославију отишла је у Социјалистичку Републику Македонију. То је било из очигледних разлога као што је кратка удаљеност између граница Грчке и Југославије. Убрзо се ток људи преокренуо и многи етнички Македонци из Југославије ушли су у Грчку са надом да ће помоћи Народноослободилачком фронту. Највећа група деце избеглица из Грчког грађанског рата требало је да заврши у НР Македонији. По преласку југословенске границе многа деца су послата у села као што су Љубојно и Брајчино пре него што су пресељена у веће урбане центре попут Скопља и Битоља. Њима су се придружиле још хиљаде избеглица, партизана и прогнаних до затварања границе са Југославијом. Од тада су избеглице морале да уђу у земљу преко Албаније. Већина ове деце избеглица били су говорници македонског језика, који су до данас остали у Северној Македонији. Избеглице из Грчке Македоније углавном су биле настањене у напуштеним селима и подручјима широм Републике Македоније. Велики део је отишао у тетовску и гостиварску област. Друга велика група требало је да се настани у Битољу и околини, док су избеглички логори основани у Куманову и Струмици. Велике енклаве избеглица и њихових потомака налазе се у предграђима Топанског Поља и Автокоманде у Скопљу. Придружили су се главном македонском друштву, а већина је била високо образована. Већина се никада није вратила у Грчку. Република Македонија је била примарно одредиште словенско-македонских избеглица из грчког грађанског рата. Према неким проценама, број избеглица и њихових потомака износи преко 50.000 људи.
Војводина је постала домаћин једној од највећих избегличких популација широм Источног блока. У Војводини је формиран специјални бивши немачки логор за избеглице, Маглић. Већина ових избеглица били су чланови Народноослободилачке војске Грчке и основана је такозвана „Грчка комуна“. Иако су многи били Грци, познато је да су велики део „Грка“ у ствари били словенски Македонци. Прва група избеглица која је дошла у Маглић, дошла је из Куманова 25. маја 1945. У групи је било 1454 избеглица, углавном партизана. До јуна 1945. друга група од 2.702 избеглице пребачена је у Војводину. У пролеће 1946. група избеглица из Грчке Македоније од око 250 људи напустила је логор. Много више њих је напустило комуну у суседна села, због чега је комуна углавном била насељена Грцима. Ту су излазиле грчке новине Foni tou Boulkes, уз књиге за децу и новине Комунистичке партије Грчке. Основана је основна школа и комуна је почела да штампа сопствену валуту. На крају је логор затворен, а сељани су пребачени. Остали логори су формирани у Белој Цркви, Пландишту, Вршцу, Ечки и Шиду, док су села Гаково и Крушевље насељена избеглицама. До 1946. године укупан број становника Маглића достигао је 4.023 људи. Од преосталих Словена-Македонаца у Војводини у то време многи су отишли у Чехословачку или су пресељени у НР Македонију.
Где год су се евакуисани налазили широм Источног блока, за њих су биле посебне одредбе. Широм источног блока етничке македонске избеглице су подучаване на ново кодификованом македонском језику и језику земље домаћина; многи су често учили руски. Велики део деце избеглица је на крају нашао хранитељске родитеље у земљи домаћина, док су многи други на крају превезени назад у Југославију, посебно од 1955. године када је Југославија уложила напоре да привуче децу избеглице. До 1970-их стотине избеглица су се вратиле у Социјалистичку Републику Македонију из Совјетског Савеза. Најважније од група избеглица у Ташкенту и Алматију. Године 1982. грчка влада је омогућила Закон о амнестији, што је довело до тога да се многи „Грци по роду“ врате у Грчку у наредном периоду.
Након слома Демократске армије Грчке хиљаде партизана евакуисано је у Ташкент и Алматију у Централној Азији. Процењује се да је 11.980 партизана евакуисано у Совјетски Савез, од чега 8.573 мушкараца и 3.407 жена. Многи етнички грчки партизани остали су у Совјетском Савезу, док ће већина етничких македонских партизана мигрирати у југословенску Македонију 1960-их и 1970-их. Након закона о амнестији из 1980. многи Грци су се вратили у Грчку, посебно у Грчку Македонију.
Друга велика група избеглица, која је бројала најмање 12.300, нашла је пут до области Доње Шлеске у Пољској. У ову групу спадали су и Грци и Словени Македонци. Дана 25. октобра група грчке деце избеглица која је првобитно послата у Румунију пресељена је у Пољску. Део њих је нашао пут до Лондек-Здроја. Још један логор је основан у Крошћенку. Објекти у Пољској су били добро опремљени и модерни уз помоћ Црвеног крста. Многи од њих су остале избеглице у области Доње Шлеске, док се велики део на крају проширио по јужној и централној Пољској, а убрзо су се појавиле концентрације избеглица у Гдањску и Згожелецу. Многи Грци су одлучили да се врате у Грчку након што им је Закон о амнестији из 1982. дозволио повратак, док је велики део словенских Македонаца на крају напустио Пољску и отишао у Социјалистичку Републику Македонију. Књига о македонској деци у Пољској објављена је у Скопљу 1987. Друга књига, Политичке избеглице из Грчке у Пољској 1948–1975 такође је објављена. Године 1989. основано је Удружење Македонаца у Пољској како би лобирало код грчке владе да дозволи слободан повратак деце избеглица из грађанског рата у Грчку.
Прва деца избеглице која су дошла у Чехословачку прво су стављена у карантин, окупана и смештена у стари немачки логор. Овде су деца избеглица добијала храну и склониште како су била распоређена у старосне групе. Млађој деци су додељене сурогат мајке из Грчке Македоније, док су старија деца смештена у школу. Чешки наставници који су прошли обуку из психологије дали су све од себе да обуче децу. У Чехословачкој су учили чешки, грчки, македонски и руски језик. Трвења између грчке и етничке македонске деце довела су до пресељења грчке деце. На крају су се деци придружили старији партизани и бивши комунисти. Процењује се да је до 1950. године 4.000 мушкараца, 3.475 жена и 4.148 деце евакуисано у Чехословачку. До 1960. године успостављене су и грчка и македонска заједница. За разлику од других комунистичких држава, већина избеглица је одлучила да остане у Чехословачкој. Велики део грчког становништва отишао је 1980-их да би се вратио у Грчку. Почетком 1990-их основан је огранак Удружења деце избеглица из егејског дела Македоније у Чешкој и Словачкој. Некадашње грчке избеглице касније је Влада Чешке признала као националну мањину.
Иако је Народна Република Бугарска првобитно прихватила врло мало избеглица, политика владе се променила и бугарска влада је активно тражила етнички македонске избеглице. Процењује се да је око 2.500 деце послато у Бугарску, а 3.000 партизана је тамо побегло у завршном периоду рата. Дошло је до већег прилива избеглица у бугарски када се бугарска армија повукла из региона Драма-Сер 1944. Велики део људи који говоре македонски емигрирао је тамо. „Словенски комитет“ у Софији, помогао је привлачењу избеглица које су се населиле у другим деловима источног блока. Према политичком извештају из 1962. године, број политичких емиграната из Грчке износио је 6.529. За разлику од других земаља Источног блока, нису постојале посебне организације које би се бавиле конкретним питањима која се односе на децу избеглице. То је довело до тога да многи сарађују са „Удружењем деце избеглица из егејског дела Македоније“, удружењем са седиштем у Социјалистичкој Републици Македонији. На крају су се многи од ових миграната преселили у Републику Македонију а многи су били интегрисани у главно бугарско друштво.
У румунском граду Тулгеш основан је велики камп за евакуацију. Ту су се многа млађа деца поново спојила са родитељима. Сматра се да је 5.132 деце евакуисано у Румунију заједно са 1.981 мушкарцем и 1.939 жена. Од све деце евакуисане у источни блок, највећи број је евакуисан у Румунију. За децу су успостављене посебне одредбе. Учили су на руском, грчком и македонском језику уз румунски. Многа грчка деца избеглица вратила су се у Грчку након Закона о амнестији објављеном 1982. године, док су словенско-македонска деца избеглица касније званично призната као мањинска група.
Велика група избеглица је такође евакуисана у Мађарску 1946–1949. Ово је укључивало 2.161 мушкарца, 2.233 жене и 2.859 деце. Прва група од око 2.000 деце евакуисана је у Мађарску и смештена у војне касарне. Друга група од 1.200 партизана пребачена је из Маглића у Мађарску. Почетни избеглички камп је основан у мађарском селу Фехерварцсурго. Власти су убрзо поделиле групе по селима порекла. Њих је потом „усвојила” мађарска заједница. У централној Мађарској је основано грчко село које је добило име Белојанис, по грчком комунистичком борцу Никосу Белојанису. Они су слати широм земље, али су и даље добијали подршку Црвеног крста и школовање на мађарском, словенско-македонском, грчком и руском језику. Многи су одлучили да напусте Мађарску у потрази за рођацима и породицом. Други су одлучили да се преселе у Социјалистичку Републику Македонију, док су се многи етнички Грци вратили у Грчку после 1982.
Процењује се да је око 1.200 деце избеглица нашло пут до Источне Немачке. У то време се тврдило да су сва ова деца „Грци“, али није направљена разлика у погледу етничке припадности деце. Било је и етнички македонске и албанске деце која су такође послата у земљу. За разлику од остатка источне Европе, македонски језик се у Немачкој није учио, јер су већина били Грци Македонци. Углавном би се грчка деца вратила у Грчку.
Велики део одраслих који су напустили Европу завршио је у Сједињеним Државама, Канади и Аустралији. Хиљаде би наставиле да се етаблирају у нади да ће се вратити у Европу. Педесетих година прошлог века само у Канаду је дошло преко 2.000 деце избеглица. Хиљаде избеглица су се населиле у европским градовима као што су Лондон и Париз у нади да ће наставити борбу Демократске армије.

## Последице
Уклањање великог дела становништва из Грчке Македоније веома је променило друштвени и политички пејзаж региона. Депопулација, репатријација, дискриминација и поновна популација су постали питања која треба решити у периоду након Грчког грађанског рата.
Године 1947. онима који су се борили против владе или који су побегли из Грчке одузето је држављанство. Многима од њих је забрањен поновни улазак у Грчку на сталној или привременој основи. То је значило да прогнаници и избеглице нису могли да се врате у земљу свог рођења. Многи од избеглица су остали у Источној Европи или отишли на Запад. Евакуисанима је одузето држављанство без правичне расправе пред независним трибуналом и других међународно прихваћених протокола за одузимање држављанства, као што су правно заступање и могућност да се брани. Овај процес одузимања држављанства је „историјски коришћен против људи који су се идентификовали као етнички Македонци“. Упркос томе што се односи на све грађане без обзира на етничку припадност. Примењена је, осим у једном случају, само против грађана који су се изјаснили као припадници „македонске“ мањине. Двоструким држављанима којима је одузето грчко држављанство према члану 20 Закона о држављанству понекад је онемогућен улазак у Грчку користећи пасош свог другог држављанства. Иако од 1998. године није било нових пријављених случајева да се ово дешава.
Године 1982. грчка влада је омогућила Закон о амнестији. Закон 400/76 је дозволио повратак и репатријацију политичких избеглица које су напустиле Грчку током Грчког грађанског рата. Међутим, у министарском декрету се наводи да су се слободно вратили „сви Грци по роду који су током грађанског рата 1946–1949. и због тога побегли у иностранство као политичке избеглице“. Ово је искључило многе људе који нису били „Грци по роду“, као што су Бугари и етнички Македонци који су побегли из Грчке после грађанског рата. Они који су се идентификовали као нешто друго осим „Грци по роду“ нису били укључени у закон и нису могли да поврате своје држављанство или имовину.
Један од главних ефеката македонског егзодуса из северне Грчке био је ефекат депопулације на регион Грчке Македоније. То се најизраженије осетило у областима Флорине, Касторија, Козани и Едеса где је била популарна Комунистичка партија и где су биле највеће концентрације словенских Македонаца. Многа од ових депопулираних и девастираних села и конфисковане имовине дате су људима изван тог подручја. Власи и Грци су добили имовину у програму пресељења који је спроводила грчка влада из периода 1952–1958. Одузета је многа имовина од оних лица која су побегла од рата и којима је накнадно одузето држављанство. Закон 1540/85 од 10. априла 1985. наводи да политичке избеглице могу да поврате имовину коју је преузела грчка влада све док су „Грци по роду“. Ово је искључило многе људе који нису били „Грци по роду“, односно македонске избеглице које су тврдиле да њихова етничка припадност није грчка. 
Многим људима који су побегли из земље такође су одбијене визе за поновни улазак у Грчку. Избеглице су планирале да присуствују венчањима, сахранама и другим догађајима, али им је ускраћен приступ Грчкој. Ове мере су чак проширене и на држављане Аустралије и Канаде, од којих је многима забрањен улазак у Грчку. Било је тврдњи да су прогнаници који су напустили Грчку били спречени да поново уђу у Грчку када су други држављани Републике Македоније имали мало или нимало потешкоћа приликом уласка у Грчку. Грчки одбор за људска права позвао је грчку владу да престане да користи чланове Закона о држављанству како би се „неетничким Грцима“ одузело држављанство.

## Организације
Бивши партизани и деца избеглице основали су институције за избегличка питања и егзодус словенских Македонаца из Грчке и како би лобирали код грчке владе да им дозволи повратак у Грчку и обнављање њихових људских права. Деца избеглица и прогнани словенски Македонци основали су осам великих организација „Деца Бегалци“. Они су традиционално били оријентисани на етничке македонске избеглице, пошто се већина избеглица етничких Грка поново придружила главном грчком друштву.
Најзначајнији догађај који организују деца избеглице етнички Македонци је „Поновно окупљање деце избеглица“ или „Светски конгрес деце избеглица“. Први Светски конгрес деце избеглица одржан је јула 1988. године у граду Скопљу. Други сусрет одржан је 1998. године, а трећи 2003. године. Последњи и четврти Светски конгрес деце избеглица из Грчке Македоније почео је 18. јула 2008. Овај догађај окупља децу избеглице из целог света. Догађају су присуствовали бројни учесници из Румуније, Канаде, Пољске, Чешке, Аустралије, Сједињених Држава и Војводине. Први међународни сусрет деце избеглица из Егејске Македоније одржан је у Скопљу између 30. јуна и 3. јула. На окупљању је Удружење деце избеглица из Грчке Македоније усвојило резолуцију којом се тражи од грчке владе да дозволи македонским политичким избеглицама које су напустиле Грчку после Грчког грађанског рата да се врате у Грчку. Поред тога, у јуну 1988. одржан је велики митинг избеглица које су биле принуђене да напусте Грчку 1948. Ово се поновило 10. августа 1988. године, на 75. годишњицу поделе Македоније.
Друго светско окупљање планирано је уз помоћ Странке дуге која је била укључена у координацију догађаја и поновно окупљање многих људи са рођацима који још увек живе у Грчкој. Светско окупљање 1998. укључивало је путовање у Републику Грчку у организацији словенских Македонаца који живе у Грчкој. Светски конгрес трајао је у Скопљу од 15. до 18. јула. За грчки град Едесу заказано је историјско путовање 19. јула исте године. Иако је за 30 људи забрањен улазак из Грчке иако су имали канадско држављанство, наводно због њиховог етничког македонског идентитета и учешћа у организацијама дијаспоре.
Удружење деце избеглица из егејског дела Македоније је основано од стране деце избеглица 1979. године са намером да поново уједини сву бившу децу избеглице која живе широм света. Блиско је сарађивао са Удружењем Македонаца из Егејског дела Македоније. Њени главни циљеви били су лобирање код грчке владе за враћање држављанства, и омогућавање виза за поновни улазак у Грчку за децу избеглице у прогонству; основана је 1979. године и помогла је у организацији првог светског окупљања избеглица који је одржан у Скопљу. Огранци су убрзо основани у Торонту, Аделејду, Перту, Мелбурну, Скопљу, Пољској, Чешкој Републици и Словачкој.
Остале групе које су основала деца избеглице су Удружење прогнаних Македонаца „Егеј“, Удружење деце избеглица – Република Македонија и Организација македонских потомака из егејског дела Македоније – Битољ.